# Gyp Casino
Gyp Casino (Jesper Sporre) är en svensk trummis, mest känd för sina år i Hanoi Rocks. Han har medverkat i många olika svenska band, men hans inspelade produktion är förhållandevis liten. Främst har han arbetat med Conny Bloom, Andy Christell, Danne Lagerstedt och Andy McCoy. Speciellt under 80- och 90-talen hade Gyp Casino ett rykte om sig som en hetsporre som inte spottade i glaset. 

## Biografi

### Fotbollskillen blev punkare
Stockholmskillen Jesper Sporre skulle egentligen bli fotbollsproffs. En ryggskada satte punkt för de drömmarna, så han valde att i stället satsa fullt ut på musiken. 1979 började han sin bana i punkbandet Warszawa tillsammans med bland annat sångaren Tony Fritzdorf, som fått äran för att vara Sveriges första punkare.
Från Warszawa bar det vidare till Warheads (med bland annat Pelle Almgren, Stellan Hemringe och Björne Fröberg). Warheads fick en del uppmärksamhet när det grundades och spelade in några låtar till punksamlingen Let It Out, men bandet rann ut i sanden. Samma år spelade han också i ett kortlivat projekt vid namn Holiday Inn. 
Nymphomaniacs var ett projekt han startade med den finska gitarristen Andy McCoy, Kalix Herlöfsson på bas och Michael Monroe på saxofon, men det hann knappt starta innan Andy drog med sig sitt nya band Hanoi Rocks till Stockholm och lejde Jesper (som nu gick under namnet Gyp Casino) till trummisposten.

### Hanoi Rocks
- Huvudartikel: Hanoi Rocks

Gyp Casino spelade med glamrockbandet Hanoi Rocks mellan 1980 och 1982. Han fick sparken på grund av slagsmål med gitarristen Andy McCoy. Han spelade in tre skivor med bandet i Stockholm och London.

### Samarbete med Andy & Andy
Väl tillbaka i Stockholm grundade Gyp det kortlivade bandet Rex de Rox som spelade in en EP för EMI. 1983 slog han påsarna ihop med Conny Bloom (Blomqvist) och Andy Christell bandet Road Rats. De två sistnämnda skulle tjugo år senare bli ordinarie medlemmar i Hanoi Rocks. Road Rats blev mycket mer populära i Finland än i Sverige och därför sågs de ofta som uppvärmningsakt på Hanoi Rocks Finlandsturnéer. Gruppen gav ut två singlar på ett finskt skivbolag och spelade också in en skiva. Den gavs tyvärr aldrig ut, eftersom bandet sprack 1985.
Ur askan av Road Rats steg Rolene fram. Gyp hade tröttnat på att banka trummor, eftersom han tyckte att det var för fysiskt tröttande. Så han bytte instrument till gitarr i det nya bandet, som han startade tillsammans med Andy Christell och Anders Bentell. Också det blev kortlivat, Rolene spelade in ett par singlar, men gick i graven 1986. 
I slutet av åttiotalet spelade Gyp i bandet Alligator Wine, som blev känt som ett sevärt liveband, men aldrig spelade in mer än ett par demosånger, formades sedan bandet Pelle Almgren & Wow Liksom. Speciellt med det här bandet var att både Anders Bentell och Gyp spelade trummor, så det blev dubbelt trumsound. Dessutom återvände Gyp till svenskan. Tillsammans med sångaren Pelle, Danne Lagerstedt, Jan Solberg och Kalix Herlöfsson fick gruppen en dunderhit med låten "Omåomigen" år 1991. På det hela taget betraktades gruppen ändå mest som ett lustigt popband, och blev aldrig riktigt tagen på allvar. Pelle Almgren & Wow liksom spilttrades år 1992.

### Musikerkarriären i skivaffären
I början av nittiotalet började Gyp allt mer koncentrera sig på sitt arbete på skivbutiken Skivfönstret i Stockholm, men hade alltid små musikaliska projekt på sidan om. 1994 återvände Andy McCoy från Los Angeles till Finland och Gyp medverkade på en kort turné med hans band Shooting Gallery. Uppsättningen var Gyp på trummor, Esa Palosaari på sång, Danne Lagerstedt på bas och Andy McCoy på gitarr och droger. Gyp och Danne gjorde så gott de kunde ifrån sig, men turnén var en fullständig katastrof. 1996 blev han sedan fullvärdig medlem i bandet Live Ammo som bestod bland annat av Gyp, Andy McCoy, Danne och Andys fru Angela Nicoletti. Innan dess medverkade han på Andys soloskiva Building On Tradition som trots fiaskot med Shooting Gallery blev en rätt hyfsad skiva som sålde bra i Finland. 1997 sprack Live Ammo. 
Efter 1997 har Gyp endast sporadiskt spelat in musik tillsammans med bland annat Dregen, Andy Christell och Conny Bloom. Han arbetar på skivaffären och följer med fotbollslaget Djurgården var än de spelar. 
Det finns ett metalband i Kansas som heter The Burning Fifteen. Lustigt nog använder sig deras trummis av artistnamnet Gyp Casino.

## Gyps band
- Warszawa
- Warheads
- Holiday Inn
- Nymphomaniacs
- Hanoi Rocks
- Rex de Rox
- Road Rats
- Rolene
- Alligator Wine
- Deep Torkel, Henrik Gahn & Gyp Casino
- Pelle Almgren & Wow Liksom
- Shooting Gallery
- Live Ammo
- The Royal Disharmonic Orch
- Gyp Casino & His Honest Brats
- Vrid Upp

## Diskografi
Album
- Bangkok Shocks Saigon Shakes Hanoi Rocks (Hanoi Rocks, 1981)
- Oriental Beat (Hanoi Rocks, 1982)
- Self Destruction Blues (Hanoi Rocks, 1982)
- Rollin’ With Rolene (Rolene, 1986)
- Allting är bra! (Pelle Almgren & Wow Liksom, 1991)
- Building On Tradition (Andy McCoy, 1996)